# Чорна Мадонна

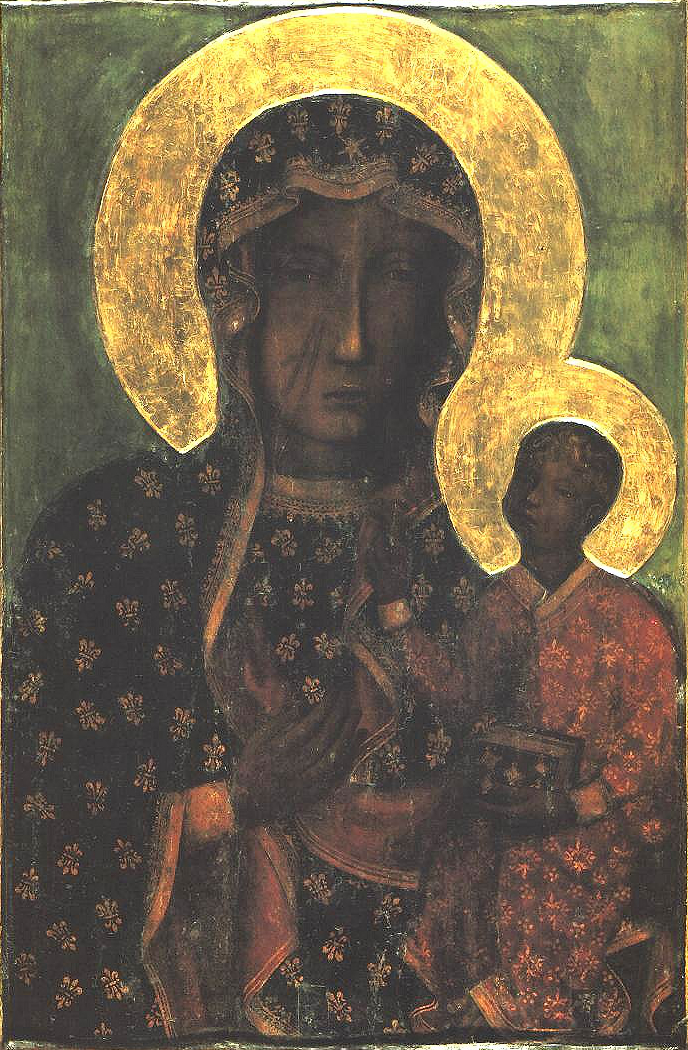
Чорна Мадонна Ченстоховська, Польща

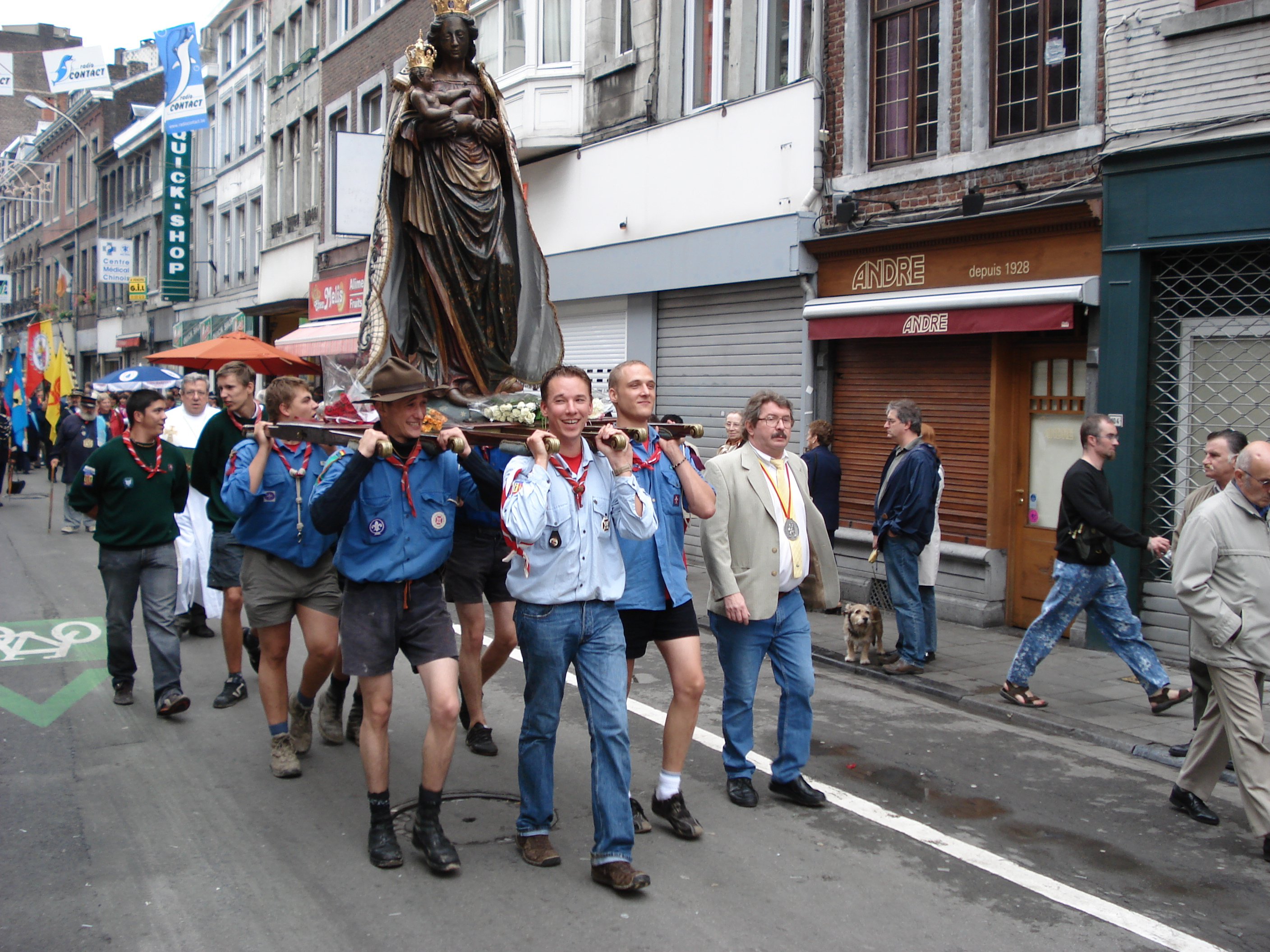
Хода з Чорною Мадонною, Льєж

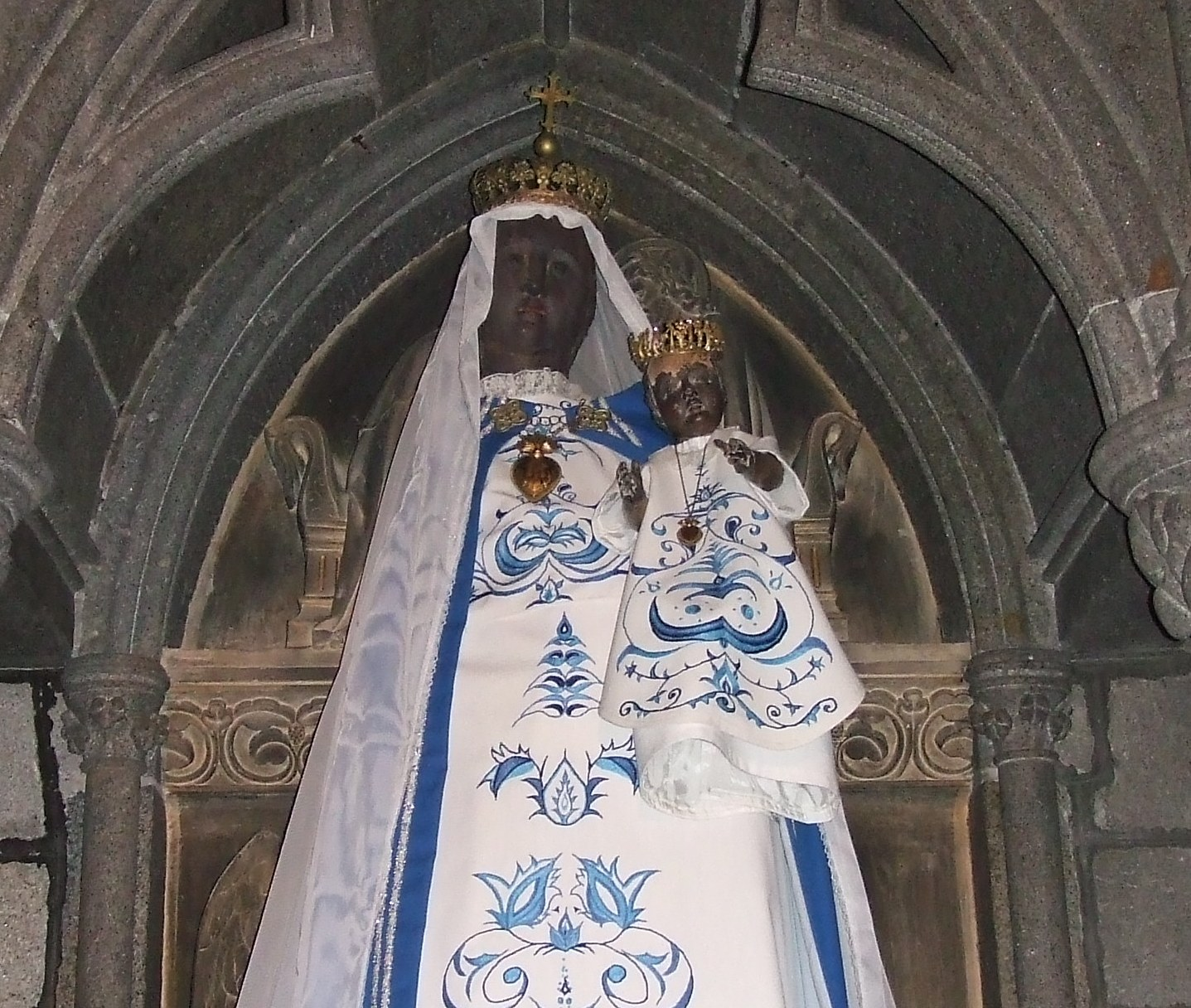
Чорна Мадонна Генгама

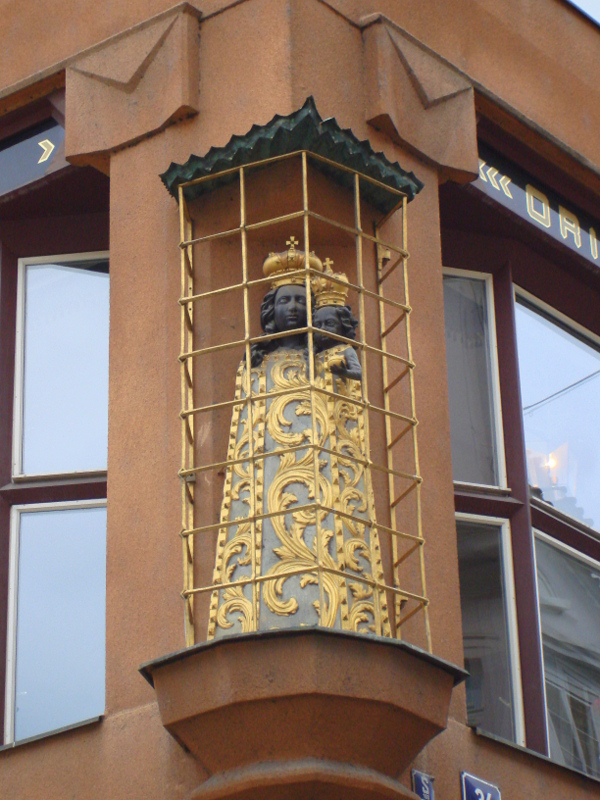
Елемент Будинку Чорної Мадонни, Прага

Термін Чорна Мадонна або Чорна Діва вживають до статуй чи картин Пресвятої Діви Марії. Чорну Мадонну зазвичай можна знайти в католицьких та православних країнах. 
Статуї або картини здебільшого дерев'яні, але зрідка кам'яні, часто пофарбовані, заввишки до 75 см. Вони поділяються на дві основні групи: прямостоячі фігури або сидячі на троні. Щодо зображень, то це, як правило, ікони візантійського стилю, часто зроблені в Італії у XIII–XIV столітті. В Європі налічується близько 400–500 чорних мадонн, залежно від того, як їх класифікувати. У Франції є щонайменше 180 Vierges Noires, також є сотні несередньовічних копій. Деякі зберігаються в музеях, але більшість — у церквах чи каплицях. Кілька з них пов'язані з чудесами і приваблюють значну кількість паломників. 

Чорні мадонни бувають різних форм, і існує багато міркувань щодо причин темної шкіри кожної окремої скульптури чи картини. Хоча деякі з них були чорними або коричневими з моменту створення, інші просто потемніли від старості або диму від свічок. Ще одна можлива причина темношкірих зображень пов'язана з тим, що дохристиянських божества були переосмислені як Мадонна та дитина.
1. ↑  Begg, Ean (2017). The Cult of the Black Virgin (англ.). Chiron Publications. ISBN 978-1630514419.
2. ↑  Moss, Leonard W.; Cappannari, Stephen C. (1953). The Black Madonna: An Example of Culture Borrowing. The Scientific Monthly. 76 (6): 319—324. Bibcode:1953SciMo..76..319M. ISSN 0096-3771. JSTOR 20482.

## Приклади
- Діва Марія Канделярійська
- Ченстоховська ікона Божої Матері
- Діва Марія Монсератська